# Roberval (circonscription provinciale)
Pour les articles homonymes, voir Roberval.
Circonscription électorale provinciale du Canada

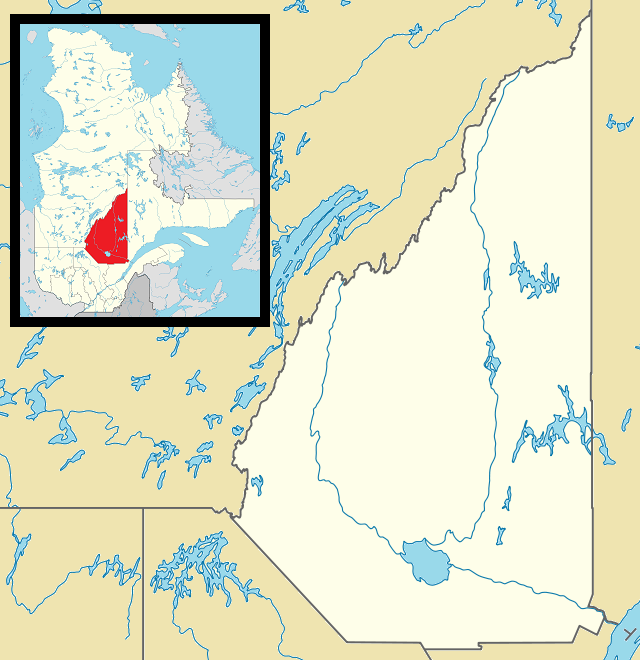
Roberval est une circonscription électorale située dans la région de Saguenay–Lac-Saint-Jean.

Roberval est une circonscription électorale provinciale du Québec située au Saguenay–Lac-Saint-Jean.

## Historique
La circonscription du Roberval a été créée en 1930, détachée de Lac-Saint-Jean. En 1972, quelques municipalités de son territoire sont passées dans Lac-Saint-Jean, puis en 1980 Roberval en récupère une partie. En 1992 des ajustements mineurs de ses limites sont effectués, et en 2011 une municipalité de Lac-Saint-Jean est ramenée dans Roberval.

## Territoire et limites
Roberval comprend la totalité des municipalités de :
- Albanel
- Chambord
- Dolbeau-Mistassini
- Girardville
- La Doré
- Lac-Bouchette
- Normandin
- Notre-Dame-de-Lorette
- Péribonka
- Roberval
- Saint-André-du-Lac-Saint-Jean
- Saint-Augustin
- Saint-Edmond-les-Plaines
- Sainte-Hedwidge
- Sainte-Jeanne-d'Arc
- Saint-Eugène-d'Argentenay
- Saint-Félicien.
- Saint-François-de-Sales
- Saint-Prime
- Saint-Stanislas
- Saint-Thomas-Didyme

Elle comprend aussi la réserve indienne de Mashteuiatsh, les territoires non organisés de Lac-Ashuapmushuan et Rivière-Mistassini et une partie du territoire non organisé de Passes-Dangereuses.

## Liste des députés

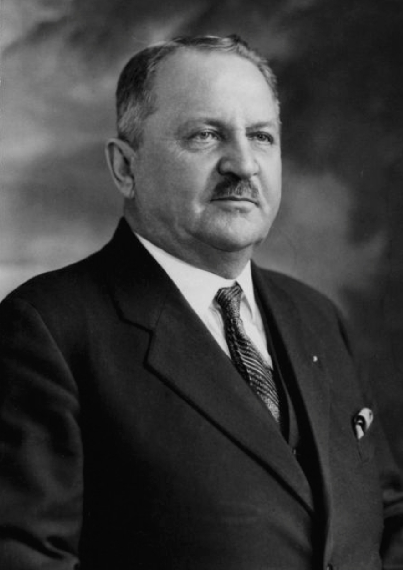
Émile Moreau est député de Roberval de 1931 à 1935 pour le Parti libéral.

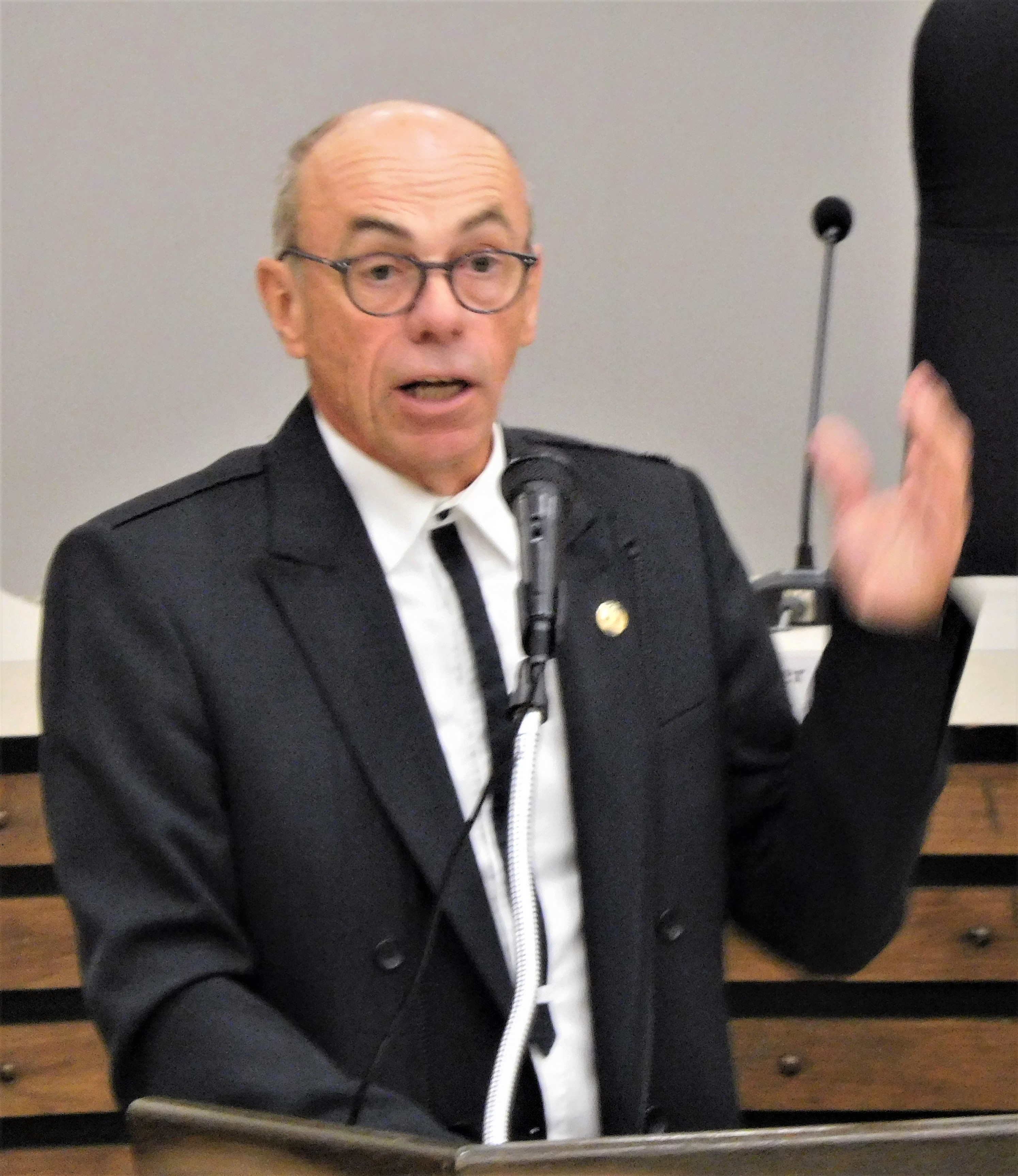
Denis Trottier est député de Roberval de 2008 à 2014 pour le Parti québécois.

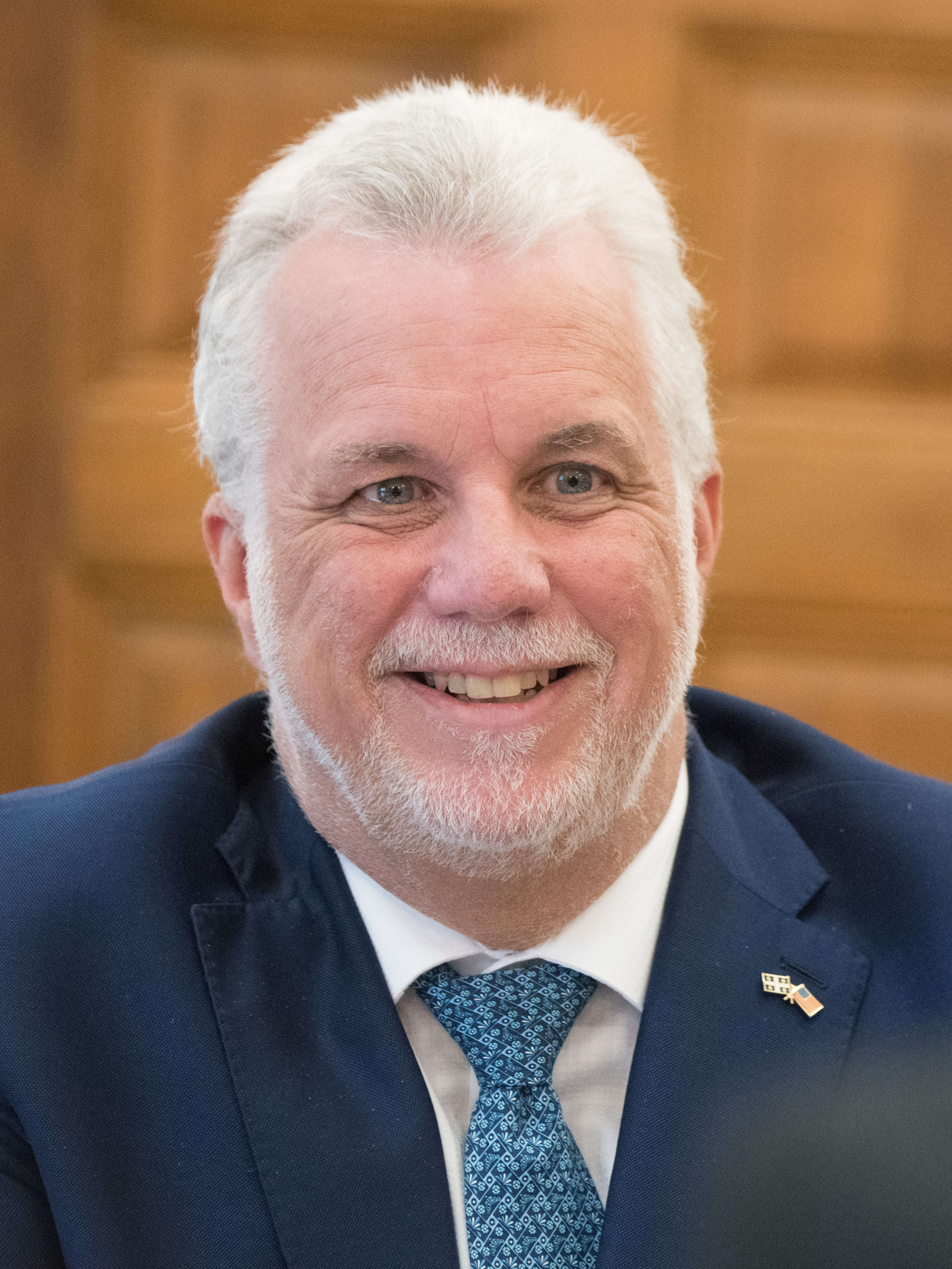
Philippe Couillard est député de Roberval de 2014 à 2018. Il est Premier ministre du Québec durant cette période.

| Années | Années      | Député                  | Parti            |
| ------ | ----------- | ----------------------- | ---------------- |
|        | 1931 - 1935 | Émile Moreau            | Libéral          |
|        | 1935 - 1936 | Antoine Castonguay      | ALN              |
|        | 1936 - 1939 | Antoine Castonguay      | Union nationale  |
|        | 1939 - 1944 | Georges Potvin          | Libéral          |
|        | 1944 - 1948 | Antoine Marcotte        | Union nationale  |
|        | 1948 - 1952 | Antoine Marcotte        | Union nationale  |
|        | 1952 - 1955 | Antoine Marcotte        | Union nationale  |
|        | 1956 - 1958 | Paul-Henri Spence       | Union nationale  |
|        | 1958 - 1960 | Jean-Joseph Turcotte    | Union nationale  |
|        | 1960 - 1962 | Jean-Claude Plourde     | Libéral          |
|        | 1962 - 1966 | Joseph-Georges Gauthier | Union nationale  |
|        | 1966 - 1970 | Joseph-Georges Gauthier | Union nationale  |
|        | 1970 - 1973 | Robert Lamontagne       | Libéral          |
|        | 1973 - 1976 | Robert Lamontagne       | Libéral          |
|        | 1976 - 1981 | Robert Lamontagne       | Libéral          |
|        | 1981 - 1985 | Michel Gauthier         | Parti québécois  |
|        | 1985 - 1988 | Michel Gauthier         | Parti québécois  |
|        | 1988 - 1989 | Gaston Blackburn        | Libéral          |
|        | 1989 - 1994 | Gaston Blackburn        | Libéral          |
|        | 1994 - 1998 | Benoît Laprise          | Parti québécois  |
|        | 1998 - 2003 | Benoît Laprise          | Parti québécois  |
|        | 2003 - 2007 | Karl Blackburn          | Libéral          |
|        | 2007 - 2008 | Denis Trottier          | Parti québécois  |
|        | 2008 - 2012 | Denis Trottier          | Parti québécois  |
|        | 2012 - 2014 | Denis Trottier          | Parti québécois  |
|        | 2014 - 2018 | Philippe Couillard      | Libéral          |
|        | 2018        | Philippe Couillard      | Libéral          |
|        | 2018 - 2022 | Nancy Guillemette       | Coalition avenir |
|        | 2022 - ...  | Nancy Guillemette       | Coalition avenir |

## Résultats électoraux
|                                                                                               | Nom                          | Parti            | Nombre de voix | %      | Maj.  |
| --------------------------------------------------------------------------------------------- | ---------------------------- | ---------------- | -------------- | ------ | ----- |
|                                                                                               | Nancy Guillemette (sortante) | Coalition avenir | 15 017         | 56,2 % | 9 529 |
|                                                                                               | Patrice Bouchard             | Parti québécois  | 5 488          | 20,5 % | -     |
|                                                                                               | Samuel Gaudreault            | Conservateur     | 3 038          | 11,4 % | -     |
|                                                                                               | Michaël Ottereyes            | Québec solidaire | 1 826          | 6,8 %  | -     |
|                                                                                               | Maxim Lavoie                 | Libéral          | 1 217          | 4,6 %  | -     |
|                                                                                               | Lynda Lalancette             | Climat Québec    | 141            | 0,5 %  | -     |
| Total                                                                                         | Total                        | Total            | 26 727         | 100 %  |       |
| Le taux de participation lors de l'élection était de 60,8 % et 334 bulletins ont été rejetés. |                              |                  |                |        |       |

|                                                                                              | Nom                 | Parti               | Nombre de voix | %      | Maj.  |
| -------------------------------------------------------------------------------------------- | ------------------- | ------------------- | -------------- | ------ | ----- |
|                                                                                              | Nancy Guillemette   | Coalition avenir    | 8 373          | 54,5 % | 5 684 |
|                                                                                              | Thomas Gaudreault   | Parti québécois     | 2 689          | 17,5 % | -     |
|                                                                                              | William Laroche     | Libéral             | 2 334          | 15,2 % | -     |
|                                                                                              | Luc-Antoine Cauchon | Québec solidaire    | 1 584          | 10,3 % | -     |
|                                                                                              | Carl Lamontagne     | Conservateur        | 173            | 1,1 %  | -     |
|                                                                                              | Julie Boucher       | Citoyens au pouvoir | 121            | 0,8 %  | -     |
|                                                                                              | Alex Tyrrell        | Vert                | 80             | 0,5 %  | -     |
| Total                                                                                        | Total               | Total               | 15 354         | 100 %  |       |
| Le taux de participation lors de l'élection était de 34,7 % et 85 bulletins ont été rejetés. |                     |                     |                |        |       |

|                                                                                               | Nom                          | Parti               | Nombre de voix | %      | Maj.  |
| --------------------------------------------------------------------------------------------- | ---------------------------- | ------------------- | -------------- | ------ | ----- |
|                                                                                               | Philippe Couillard (sortant) | Libéral             | 11 807         | 42,5 % | 5 088 |
|                                                                                               | Denise Trudel                | Coalition avenir    | 6 719          | 24,2 % | -     |
|                                                                                               | Thomas Gaudreault            | Parti québécois     | 5 290          | 19 %   | -     |
|                                                                                               | Luc-Antoine Cauchon          | Québec solidaire    | 2 975          | 10,7 % | -     |
|                                                                                               | Carl Lamontagne              | Conservateur        | 478            | 1,7 %  | -     |
|                                                                                               | Julie Boucher                | Citoyens au pouvoir | 305            | 1,1 %  | -     |
|                                                                                               | Lynda Lalancette             | Parti nul           | 236            | 0,8 %  | -     |
| Total                                                                                         | Total                        | Total               | 27 810         | 100 %  |       |
| Le taux de participation lors de l'élection était de 63,4 % et 407 bulletins ont été rejetés. |                              |                     |                |        |       |

|                                                                                               | Nom                      | Parti                | Nombre de voix | %      | Maj.  |
| --------------------------------------------------------------------------------------------- | ------------------------ | -------------------- | -------------- | ------ | ----- |
|                                                                                               | Philippe Couillard       | Libéral              | 17 816         | 55,2 % | 7 052 |
|                                                                                               | Denis Trottier (sortant) | Parti québécois      | 10 764         | 33,3 % | -     |
|                                                                                               | François Truchon         | Coalition avenir     | 2 239          | 6,9 %  | -     |
|                                                                                               | Guillaume Néron          | Québec solidaire     | 1 018          | 3,2 %  | -     |
|                                                                                               | Julie Boucher            | Parti des sans parti | 237            | 0,7 %  | -     |
|                                                                                               | Luc-Antoine Cauchon      | Option nationale     | 218            | 0,7 %  | -     |
| Total                                                                                         | Total                    | Total                | 32 292         | 100 %  |       |
| Le taux de participation lors de l'élection était de 72,3 % et 342 bulletins ont été rejetés. |                          |                      |                |        |       |

|                                                                                               | Nom                         | Parti            | Nombre de voix | %      | Maj.  |
| --------------------------------------------------------------------------------------------- | --------------------------- | ---------------- | -------------- | ------ | ----- |
|                                                                                               | Denis Trottier (sortant)    | Parti québécois  | 15 069         | 46,7 % | 5 912 |
|                                                                                               | Georges Simard              | Libéral          | 9 157          | 28,4 % | -     |
|                                                                                               | Alain Hamel                 | Coalition avenir | 6 252          | 19,4 % | -     |
|                                                                                               | Olivier Bouchard-Lamontagne | Québec solidaire | 1 302          | 4 %    | -     |
|                                                                                               | Catherine Douesnard         | Option nationale | 488            | 1,5 %  | -     |
| Total                                                                                         | Total                       | Total            | 32 268         | 100 %  |       |
| Le taux de participation lors de l'élection était de 72,6 % et 407 bulletins ont été rejetés. |                             |                  |                |        |       |